# 12è Festival Internacional de Cinema de Berlín
El 12è Festival Internacional de Cinema de Berlín va tenir lloc entre el 22 de juny i el 3 de juliol de 1962. L'Os d'Or fou entregat a la pel·lícula britànica A Kind of Loving dirigida per John Schlesinger.

## Jurat

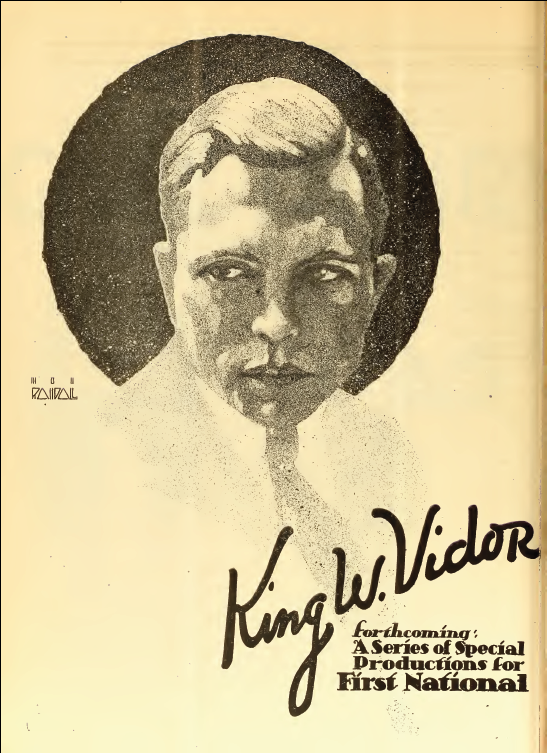
King Vidor, president del jurat

El jurat d'aquesta edició era format per:
- King Vidor (president)
- André Michel
- Emeric Pressburger
- Hideo Kikumori
- Dolores del Río
- Jurgen Schildt
- Max Gammeter
- Günther Stapenhorst
- Bruno E. Werner

## Pel·lícules en competició
Les següents pel·lícules competiren per l'Os d'Or:
| Títol original                    | Director(s)                                                                          | País                          |
| --------------------------------- | ------------------------------------------------------------------------------------ | ----------------------------- |
| A Kind of Loving                  | John Schlesinger                                                                     | Regne Unit                    |
| Al zouga talattashar              | Fatin Abdel Wahab                                                                    | Egipte                        |
| Badai-Selatan                     | Sofia W. D.                                                                          | Indonèsia                     |
| Bajo un mismo rostro              | Daniel Tinayre                                                                       | Argentina/ Mèxic              |
| Die Rote                          | Helmut Käutner                                                                       | Alemanya/ Itàlia              |
| Donnez-moi dix hommes désespérés  | Pierre Zimmer                                                                        | França/ Israel                |
| Duellen                           | Knud Leif Thomsen                                                                    | Dinamarca                     |
| El tejedor de milagros            | Francisco del Villar                                                                 | Mèxic                         |
| Galapagos - Trauminsel im Pazifik | Heinz Sielmann                                                                       | Alemanya                      |
| Hum Dono                          | Amarjeet                                                                             | Índia                         |
| Il y a un train toutes les heures | André Cavens                                                                         | Bèlgica                       |
| Isaengmyeong dahadorok            | Sang-ok Shin                                                                         | Corea del Sud                 |
| Kohayagawa-ke no aki              | Yasujirō Ozu                                                                         | Japó                          |
| L'amour à vingt ans               | François Truffaut, Andrzej Wajda, Renzo Rossellini, Shintarō Ishihara, Marcel Ophüls | França/ Itàlia/ Japó/ Polònia |
| La bellezza di Ippolita           | Giancarlo Zagni                                                                      | Itàlia/ França                |
| La poupée                         | Jacques Baratier                                                                     | Itàlia/ França                |
| La steppa                         | Alberto Lattuada                                                                     | Itàlia/ França/ Iugoslàvia    |
| Le Caporal épinglé                | Jean Renoir                                                                          | França                        |
| Los atracadores                   | Francesc Rovira-Beleta                                                               | Espanya                       |
| Mitasareta seikatsu               | Susumu Hani                                                                          | Japó                          |
| Mr. Hobbs Takes a Vacation        | Henry Koster                                                                         | Estats Units                  |
| No Exit                           | Tad Danielewski                                                                      | Estats Units/ Argentina       |
| Os Cafajestes                     | Ruy Guerra                                                                           | Brasil                        |
| Out of the Tiger's Mouth          | Tim Whelan, Jr.                                                                      | Estats Units                  |
| Pikku Pietarin piha               | Jack Witikka                                                                         | Finlàndia                     |
| Salvatore Giuliano                | Francesco Rosi                                                                       | Itàlia                        |
| Såsom i en spegel                 | Ingmar Bergman                                                                       | Suècia                        |
| Ta heria                          | John G. Contes                                                                       | Grècia                        |
| Tonny                             | Nils R. Müller, Per Gjersøe                                                          | Noruega                       |

## Premis
Els premis atorgats pel jurat foren:
- Os d'Or: A Kind of Loving de John Schlesinger
- Os de Plata a la millor direcció: Francesco Rosi per Salvatore Giuliano
- Os de Plata a la millor interpretació femenina: Rita Gam i Viveca Lindfors per No Exit
- Os de Plata a la millor interpretació masculina: James Stewart per Mr. Hobbs Takes a Vacation
- Os de Plata Premi Extraordinari del Jurat: Isaengmyeong dahadorok de Sang-ok Shin
- Premi Festival de la Joventut
  - Millor curt adaptat per la joventut: Zoo de Bert Haanstra
  - Millor documental adaptat per la joventut: Galapagos - Trauminsel im Pazifik de Heinz Sielmann
  - Millor pel·lícula adaptada per la joventut: Donnez-moi dix hommes désespérés de Pierre Zimmer
- Premi Festival de la Joventut - Menció Honorífica
  - Millor pel·lícula adaptada per la joventut: Pikku Pietarin piha de Jack Witikka
- Premi FIPRESCI
  - Zoo de Bert Haanstra
- Premi OCIC 
  - Såsom i en spegel d'Ingmar Bergman